# 索盧基夫
49°2′20″N 23°57′33″E / 49.03889°N 23.95917°E
索盧基夫（烏克蘭語：Солуків），是烏克蘭西部的村莊，隸屬伊萬諾-弗蘭科夫斯克州的卡盧什區。該村面積8.94平方公里，2001年人口1,079，99%居民使用烏克蘭語。